# BORG Innsbruck
Das BORG Innsbruck (Bundes-Oberstufenrealgymnasium Innsbruck) ist ein Oberstufenrealgymnasium in Innsbruck.

## Geschichte
Das BORG Innsbruck wurde ursprünglich 1766 in der Altstadt (Kuepachgasse 10) als „Normalhauptschule“ gegründet, in der in den obersten Klassen die Heranbildung von Lehrern erfolgte.
1819 wurde es zur „Musterhauptschule“ erhoben. 50 Jahre später wurde sie 1869 zur „k. k. Lehrerbildungsanstalt und Musterhauptschule zu Innsbruck“ (LBA) umgewandelt.
1877 zog man in das neu erbaute Gebäude am heutigen Standort in der Fallmerayerstr. 7 um. Dieser Standort wurde bis heute erhalten und renoviert.
Nachdem die Schule ab 1963 den Namen „Musisch-pädagogisches Realgymnasium“ (MUPÄD) getragen hatte, wurde sie 1976 dann zum „Bundes-Oberstufenrealgymnasium“ umbenannt.

## Schulzweige
Das BORG Innsbruck dauert insgesamt vier Jahre und ist in fünf Schwerpunkte unterteilt:
- Humanbiologie,
- Instrumental-Vokal,
- Natur und Technik,
- Kunst-Theorie-Werkstatt und
- Fremdsprachen

Dazu kommen noch das Sport- und Musikgymnasium, die im Gegensatz zu den anderen einen Zeitraum von fünf Jahren beanspruchen.
Ab der 6. Schulstufe werden die Schüler, die sich für den beliebigen Zweig entschieden haben, in den jeweiligen Schwerpunkten sechs Stunden pro Woche unterrichtet. Der Schwerpunkt muss bis Anfang des 2. Semesters der 5. Schulstufe angegeben werden. Ende der 6. Klasse muss sich außerdem noch jeder Schüler für ein Wahlpflichtfach entscheiden, das dann in der 7. und 8. Klasse je zwei Stunden pro Woche zu besuchen ist.

## Gebäude
Das denkmalgeschützte Gebäude wurde 1875/76 nach Plänen des Architekten F. Schöck von der Firma Jacob Norer errichtet. Um 1957 wurde es den geänderten Anforderungen entsprechend verändert und ein Portalvorbau und ein Turnsaal angebaut. Die Schule war der erste fertiggestellte gründerzeitliche Monumentalbau im Viertel zwischen Anichstraße und Maximilianstraße, ihm folgten weitere wie das Gebäude des Landesgerichts (1884/88) und die Hauptpost (1905/08).
Das BORG ist ein dreigeschoßiges, symmetrisch aufgebautes Gebäude im Stil der Neorenaissance über einem E-förmigen Grundriss. Der freistehende Bau steht in der Straßenflucht der Fallmerayerstraße etwas zurückversetzt und zentral in der Sichtachse der Schmerlingstraße. Die Fassade ist mit Eckrisaliten, Rustika, Quaderputz und durchgehende Gesimse gegliedert. In der Mitte der Eingangsfassade befindet sich das vorgebaute Portal aus den 1950er Jahren. Die Vorhalle ist mit Wandgemälden von Max Spielmann geschmückt, die schulische Szenen (lesende, schreibende und spielende Kinder) darstellen. An der Rückseite befindet sich der Festsaal mit Kassettendecke und vier rundbogigen Fenstern.
Die Gänge im Erdgeschoß sind mit Tonnen- bzw. Kreuzgewölben versehen. In den Eckrisaliten befinden sich zwei monumentale Stiegenhäuser mit einer dreiarmigen Marmortreppe, kreuzgewölbten Podesten und hölzernen, marmorierten Dockenbalustraden. Am ersten Zwischenpodest befindet sich im Norden ein raumhohes hölzernes Kruzifix von Josef Staud (1957), im Süden das Mosaik einer Schutzmantelmadonna von Richard Kurt Fischer (1958).

## Persönlichkeiten
Ehemalige Professoren
- Ernst Degn (1904–1990), Maler des Naturalismus
- Emmerich Kerle (1916–2010), Bildhauer und Kunsterzieher
- Reinhold Stecher (1921–2013), Theologe und Bischof

Schüler
- Josef von Stadl (1828–1893), Baumeister und Architekt
- Johann Drexel (1844–1905), Politiker
- Josef Pöll (1874–1940), Lehrer, Musiker und Botaniker
- Josef Leitgeb (1897–1952), Schriftsteller
- Max Weiler (1910–2001), Maler
- Felix Mitterer (* 1948), Dramatiker und Schauspieler
- Andreas Leitgeb (* 1962), Politiker
- Michael Hadschieff (* 1963), Eisschnellläufer
- Barbara Schramm-Skoficz (* 1963), Politikerin
- Andi Ruetz (* 1975), Naturbahnrodler
- Georg Dornauer (* 1983), Politiker
- Martin Scharnagl (* 1988), Musiker
- Kathrin Unterwurzacher (* 1992), Judoka
- Linus Heidegger (* 1995), Eisschnellläufer
- Rebecca Heinrich (* 1995), Slampoetin und Schriftstellerin
- Natalie Klotz (* 1997), Eiskunstläuferin
- Hannah Prock (* 2000), Rennrodlerin
- Laura Stigger (* 2000), Radrennfahrerin
- Matthäus Taferner (* 2001), Fußballspieler
- Lara Kipp (* 2002), Rennrodlerin
- Selina Egle (* 2003), Rennrodlerin